# 小野田元熈

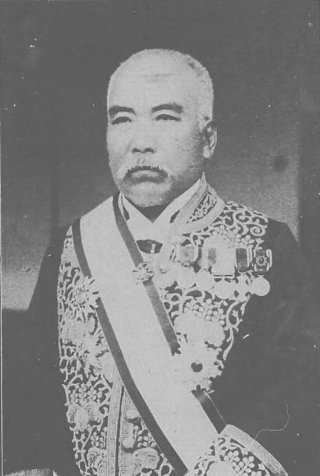
小野田元熈

小野田 元熈（おのだ もとひろ、1848年3月15日（弘化5年2月11日） - 1919年（大正8年）6月12日）は、幕末の館林藩士、明治から大正期の警察・内務官僚、政治家。官選県知事、貴族院議員、錦鶏間祗候。旧姓・藤野、幼名・貞治。

## 経歴
館林藩下士・藤野逸平の二男として生まれ、同藩の小野田安兵衛の養子となる。館林藩では、徒士格大納戸役、家老付日記役心得、藩内監察、少属などを歴任。
明治4年11月（1871年末頃）、東京府取締組羅卒小頭となり、さらに司法省少警部となり1873年2月に退官。1874年1月、警視庁少警部として再度、警察官となる。1877年2月、内務省警視局三等大警部兼陸軍歩兵中尉として、別働第3旅団第1大隊副官として西南戦争に従軍した。
1879年2月から翌年8月まで川路利良大警視に随行し欧米の警察制度を視察。1881年1月、警視庁四等警視・第三課長兼任となり、以後、警視庁書記局次長、同会計局長、兼内務少書記官、警視庁書記局長、東京府小笠原島司、長野県書記官、兵庫県書記官などを経て、1893年3月に内務省警保局長に就任。1896年11月に辞職した。
1897年4月、茨城県知事に任命され、さらに山梨県知事、静岡県知事、宮城県知事、香川県知事を歴任し、1910年 6月に辞職。同年7月16日、貴族院勅選議員に任命され、1919年6月13日まで在任。1911年7月28日、錦鶏間祗候に任じられた。
1911年4月から1915年 4月まで上毛モスリン社長を務めた。墓所は谷中霊園。

## 栄典
位階
- 1886年（明治19年）7月8日 - 正六位[4]
- 1893年（明治26年）4月11日 - 正五位[5]
- 1896年（明治29年）12月21日 - 従四位[6]
- 1902年（明治35年）4月30日 - 正四位[7]
- 1907年（明治40年）5月20日 - 従三位[8]

勲章等
- 1889年（明治22年）11月29日 - 大日本帝国憲法発布記念章[9]
- 1893年（明治26年）6月29日 - 勲四等瑞宝章[10]
- 1898年（明治31年）6月28日 - 勲三等瑞宝章[11]
- 1905年（明治38年）6月24日 - 勲二等瑞宝章[12]
- 1906年（明治39年）4月1日 - 勲一等旭日大綬章[13]・明治三十七八年従軍記章[14]
- 1915年（大正4年）11月10日 - 大礼記念章（大正）[15]

## 著作・伝記
- 『小笠原島巡回略記』警視庁、1885年。
- 『泰西監獄問答録』警視庁、1889年[16]。
- 『北海道紀行』小野田元熈、1896年。
- 編著『官祭館林招魂社略記』小野田元熈、1917年。

伝記
- 小野田元一著『小野田元熈』小野田元熈五十年祭記念出版、私家版、1969年。